# Virtual League Baseball
Virtual League Baseball (バーチャルプロ野球’９５, Virtual Pro Yakyū '95 au Japon) est un jeu vidéo de baseball sorti en 1995 sur Virtual Boy.

## À noter
- Les équipes nationales sont différentes selon la version (japonaise ou américaine).
- Les graphismes des joueurs de la version américaine sont plus réalistes que ceux de la version japonaise qui propose des joueurs super déformés.